# 費耶特維爾 (紐約州)
費耶特維爾 （Fayetteville）是紐約州雪城市奧農達加縣的一個村莊。在2010年人口普查人口是4373，是雪城市大都會區的一部分。以拉法耶特侯爵（Marquis de La Fayette）命名。